# Liste der türkischen Botschafter in Tansania
Der Botschafter leitet die Botschaft in Daressalam und ist bei der Ostafrikanischen Gemeinschaft akkreditiert.

## Geschichte
Im Oktober 1979 wurde die Botschaft in Daressalam eröffnet, 1985 aus haushaltstechnischen Erwägungen geschlossen und mit Ministerialdekret 2008/14244 vom 13. Oktober 2008 zum 18. Mai 2009 wiedereröffnet.
| Ernennung Akkreditierung | Botschafter                | Bemerkung | Liste der Ministerpräsidenten der Türkei | Liste der Präsidenten von Tansania | Posten verlassen |
| ------------------------ | -------------------------- | --- | ---------------------------------------- | ---------------------------------- | ---------------- |
| 14. März 1981            | İldeniz Divanlıoğlu        | (* 1933 in Ankara) Abitur Ankara Atatürk Lisesi, Studium der Politikwissenschaft, Internationale Beziehungen, 1955: Eintritt in den auswärtigen Dienst, in der Abteilung Nordatlantikpakt beschäftigt, 30. November 1983 – 23. Mai 1987: Botschafter in Neu-Delhi, 1993: Botschafter in Santiago de Chile auch in Lima akkreditiert, 1998: Dozent an der Gazi Üniversitesi. | Bülent Ulusu                             | Julius Nyerere                     | 30. Nov. 1983    |
| 30. Nov. 1983            | Kemal Girgin               | | Turgut Özal                              | Julius Nyerere                     | 2. Sep. 1985     |
| 18. Mai 2009             | Mehmet Kadri Şander Gürbüz | | Recep Tayyip Erdoğan                     | Jakaya Kikwete                     | 31. Dez. 2011    |
| 31. Dez. 2011            | Ali Davutoğlu              | | Recep Tayyip Erdoğan                     | Jakaya Kikwete                     |                  |